# Ыштык (Иссык-Кульская область)
Ыштык (кирг. Ыштык) — село в Джети-Огузском районе Иссык-Кульской области Кыргызстана. Входит в состав Ак-Шыйракского аильного округа. Код СОАТЕ — 41702 210 810 03 0

## Население
По данным переписи 2022 года, в селе проживало 26 человек.